# 護念寺 (横浜市)
護念寺（ごねんじ）は、神奈川県横浜市磯子区にある浄土宗の寺院である。山号は円海山。本尊は阿弥陀如来。古典落語『強情灸』の舞台ともなった「峯の灸」で知られる。

## 歴史
1782年（天明2年）の梵鐘の銘には「武州久良岐郡峯村阿弥陀寺奥の院は、清浄を院とし円海を山と名づく」とあり、当初は阿弥陀寺の奥の院として開創したことがうかがえる。『新編武蔵風土記稿』によると、阿弥陀寺はこの付近にあった御念寺という古い寺を引き継いで草創したとある。阿弥陀寺の14世の法雲は奥の院を建立しようと、領主の星合治兵衛具久に相談を持ちかけた。浄土宗を信仰し、法雲に帰依していた具久は、1752年（宝暦2年）8月21日に長野山の土地10町4反2畝19歩を寄進した。法雲は山道を拓いて土地を整備し、阿弥陀寺奥の院を完成させた。長野山の山頂からは3方に海、北は都筑や橘の低い山がさざ波のように連なる様子が一望でき、いつしか円海山と呼ばれるようになった。法雲と具久は南向きの本堂と明王殿を建て、法雲の師である浄誉が薩摩藩主島津継豊の継室の竹姫から賜った大威徳明王像と脇仏多聞天、船霊を祀った。寺の名を円海山清浄院護念寺と名づけ、浄誉を開山とし法雲は二世となった。開創時期は、1771年（明和8年）と推測される。円海上人と呼ばれた浄誉は1772年（明和9年）8月21日に入寂。その後山門、庫裏、開山堂、鐘楼などが建てられた。
6世の円明の頃には峯の灸が盛んになり、来訪者の増加に合わせて本堂の改築が行われたが、円明は上棟を目前に控えた1862年（文久2年）9月1日に入寂した。1917年（大正6年）、火災に見舞われ鐘楼以外の堂宇は全て焼失した。大威徳明王像と本尊の阿弥陀如来像は池に投げ込まれ、難を逃れた。現在の庫裏は、火災後に仮本堂として建てられたものである。新たな本堂は1929年（昭和4年）より、千葉県木更津市の屋敷にあったケヤキの巨木を運んで建てられ、1932年に完成した。同年には県道が開通し、杉田駅から本院近くまで相武自動車の路線バス（現在は横浜市営バス）が運行されるようになり、参詣者の利便性は向上した。
横浜南郊の広大な緑地は、護念寺の敷地となったことにより開発の手から免れ、保全されてきたのである。

## 峯の灸

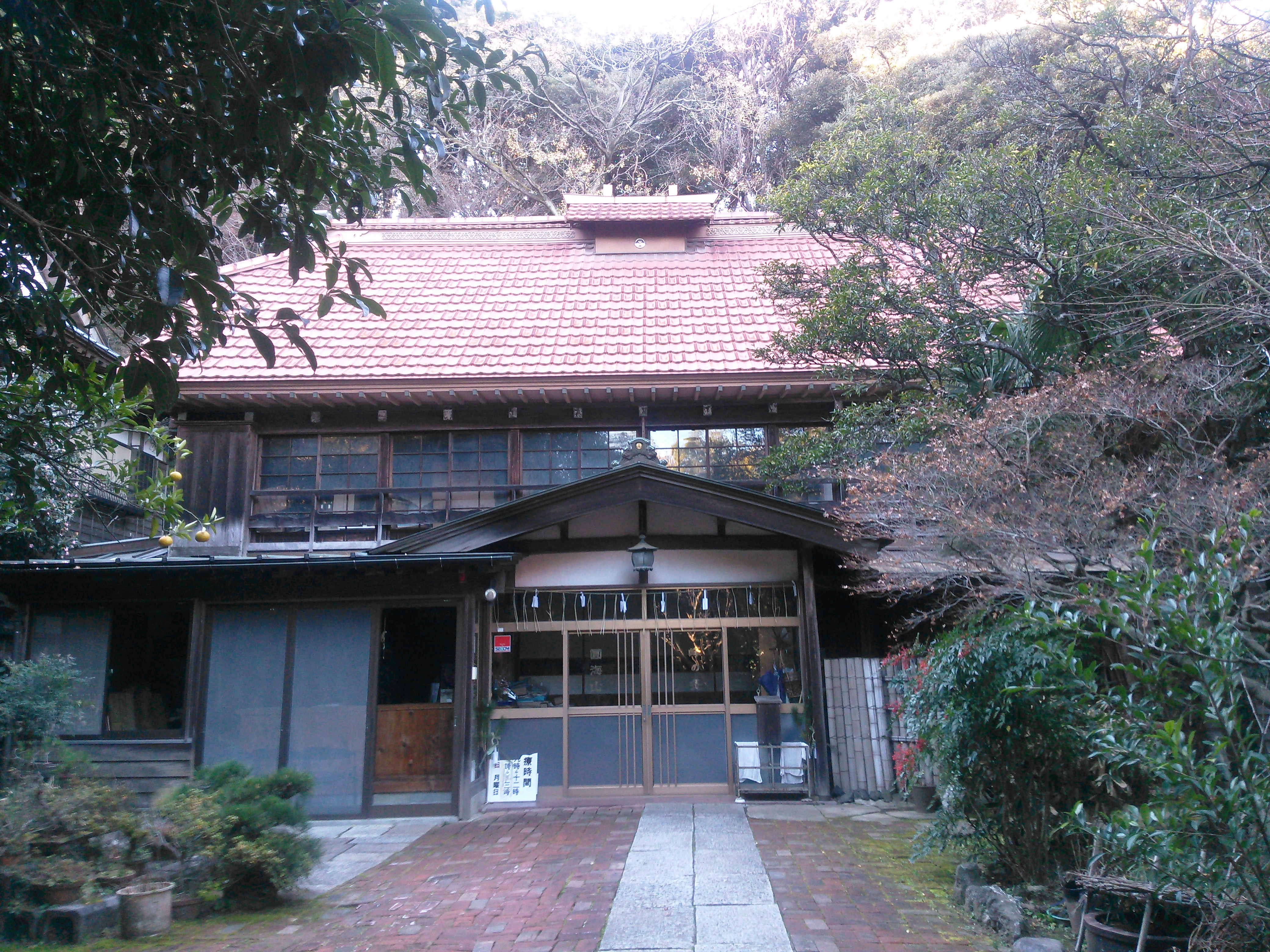
大正時代の火災の後、本堂として建てられた庫裏。灸の施術はここで行われる。

当山の5代となる万随は1771年に筑前国の芦屋に生まれ、1808年（文化5年）に護念寺に入山した。ある夜、大威徳明王が夢枕に立ち「霊灸で人々を救済せよ」とお告げをした。万随は45年の在職の間に関東一円や甲斐国、伊豆国などへ行脚し、布教の傍ら灸を施術して回った。墓石には、60万人余りに施術したと記されている。やがて、比較的近くの人々は行脚を待つだけでなく、護念寺を訪れるようになった。江戸からは東海道の程ヶ谷宿から井土ケ谷、弘明寺、田中を通る「円海山道」を歩いて多くの人が訪れた。峯の灸が盛んだった頃には境内に2件の茶屋があり、寿司や玉子、おでん、酒などが売られていた。江戸時代の古典落語の演目『強情灸』では、熱さに耐えたと言い張る登場人物たちの意地の張り合いがコミカルに描かれている。
峯の灸は「打膿灸」と呼ばれるタイプで、小指の先ほどのもぐさを皮膚に直接載せて点火し、燃え尽きさせるものである。これを1日に5回から7回ほど繰り返す。住職は鍼灸師の資格を取得しており、現在も、火曜から金曜の午前中に予約制で施術が行われている。

## 仏像等
本尊の阿弥陀如来像は一尺一寸六分で、脇侍の観音菩薩・勢至菩薩とともに本堂に安置されている。言い伝えによると、徳川家康が手植えした桜の木に彫られたと言われている。大威徳明王像は明王殿に納められていたが、1830年頃に明王殿が損壊したため本堂に移された。本堂にはこのほか多聞天像、船霊明神像、円光大師像、善導大師像、薬師如来像、円海上人像、順誉上人像がある。

## 交通
- JR根岸線磯子駅、京急本線杉田駅から横浜市営バス10系統終点　峰の郷バス停下車[9]
- JR根岸線洋光台駅からタクシー10分または徒歩50分